# Pure Shores
"Pure Shores" é uma canção gravada pelo girl group britânico All Saints. Foi lançado em 7 de fevereiro de 2000 em todo o mundo, como o single principal de seu segundo álbum de estúdio Saints & Sinners (2000) e escrito para o filme The Beach pela integrante da banda Shaznay Lewis e produzido por William Orbit. "Pure Shores" é um pop eletrônico com elementos de dream pop e música ambiente. As letras da música falam sobre encontrar um lugar para relaxar e chamar de seu.
"Pure Shores" recebeu elogios de críticos de música, que elogiaram a produção, letras e vocais e participou de várias listas de melhores canções. A música também foi um sucesso comercial em todo o mundo, entrando no UK Singles Chart no número um, onde permaneceu por duas semanas. Alcançou sucesso mundial, liderando as paradas na Bélgica (Valônia), Irlanda, Itália e Romênia e também alcançando o top 10 em países como Austrália, Finlândia, França, Islândia, Japão, Nova Zelândia, Noruega e Suécia. Tornou-se o segundo single mais bem sucedido de 2000 no Reino Unido, vendendo um total de 815.000 cópias lá e recebeu várias certificações em outros países.
O videoclipe de "Pure Shores" foi dirigido por Vaughan Arnell e mostra o grupo andando e cantando na praia de Wells-Next-The-Sea em Norfolk, Inglaterra. O grupo tocou a música no Top of the Pops, MTV Europe Music Awards de 2000 e World Sports Awards em 2000. O single recebeu elogios e indicações, e recebeu o prêmio Ivor Novello de Melhor Trabalho e foi indicado para dois prêmios BRIT. para Melhor Single Britânico e Melhor Vídeo Britânico. "Pure Shores" foi apresentado nos álbuns compilados de All Saints, All Hits e Pure Shores: The Very Best of All Saints.
Em 2013, a música foi incluída na trilha sonora de Grand Theft Auto V.

## Lançamento
"Pure Shores" foi lançado como o primeiro single do álbum Saints & Sinners das All Saints, que foi lançado em outubro de 2000. A canção foi escrita por William Orbit e a integrante do grupo Shaznay Lewis e foi composta e produzida Por órbita. Foi escrito para o filme A Praia lançado no mesmo ano. "Pure Shores" foi lançado no Canadá, Nova Zelândia, Austrália e Reino Unido em 12 de setembro de 1999.
De acordo com Cameron Adams do Herald Sun em Melbourne, a cantora e compositora americana Madonna "teria ficado louca quando o produtor William Orbit, deu esse sonho-pop futurista à banda de garotas do Reino Unido e não a ela". Em 24 de junho de 2012, a Orbit lançou Uma versão instrumental da canção na internet.

## Composição
"Pure Shores" é uma canção pop eletrônica que é ambientada em um estilo ambiente. De acordo com Musicnotes.com, a canção está na chave Db Major e as letras da música falam sobre estar em um lugar relaxante e um lugar que se pode chamar de seu. Cameron Adams do Herald Sun chamou-o de "sonho-pop futurista". O Herald Sun também disse que, de acordo com uma pesquisa encomendada pela Radox, "Pure Shores" estava entre as dez faixas mais relaxantes..
Jim Wirth, da NME, comparou a música ao álbum Ray of Light (1998) de Madonna, dizendo que "[Pure Shores] é uma confecção suficientemente ruim de ritmos de som e ritmos de campo que soa tão perto de Madonna que é quase indistinguível" A composição da canção como "high-lustre" e um "single pop de sonho".". Nigel Packer da BBC Music disse que a música usa "deep sea bass e golfinho splash teclados ..."

## Recepção da crítica
"Pure Shores" foi aclamado pela crítica por críticos de música em todo o mundo, que elogiou-o por sua "luxuria e soundscapes eletrônicos". Cameron Adams do Herald Sun deu-lhe quatro estrelas de cinco classificado como um "sonho-pop futurista" e classificou-o no número 17 no seu top 100 de canções da década 2000-2009. PlayLouder.com deu-lhe Uma revisão positiva, dizendo; "Este era o single que viu as Saints out-performing, cada outro grupo de meninas no planeta, abandonando a etiqueta famosa-para-estar-famosa, e transformando-se finalmente a deusas do pop do statuesque que reivindicaram sempre ser.. Russell Bailler de O New Zealand Herald destacou a música junto com "Black Coffee" e "Surrender", dizendo que é "um grande single que também é a melhor coisa [do álbum]." Theresa Johnston de About.com listou a Canção no "Top Picks para Romantic Songs".
Nigel Packer da BBC Music destacou a como a canção do álbum.. Amy Fleming, de The Guardian, acrescentou a canção em sua lista de "canções para ter bebês", chamando-a de "inofensiva, feelgood, uplifting, e um pouco de ambiental e "suave [e] infecciosa." Entertainment Weekly revisou a trilha sonora e disse junto com a canção de Sugar Ray "Spinning Away", que as músicas eram "brilhantes". Mixmag disse, juntamente com a canção de Barry Adamson "Business as Usual", disse que as músicas eram "soberbas".". No dia 18 de outubro de 2011, David Gerges, do The Daily Mail, listou a canção em seu álbum "Most Relaxing Songs Ever Created" no número 7.
A canção recebeu muitas nomeações e elogios. Ele ganhou o Ivor Novello Awards por Trabalho Mais Realizado e mais tarde foi nomeado para dois BRIT Award por Melhor Single Britânico e Melhor Vídeo Britânico em 2001, mas perdeu ambos os prêmios para Robbie Williams" "Rock DJ". Também ganhou como escolha de Capital FM para Melhor Canção. Segundo a BBC Radio 2, "Pure Shores" é a 14ª música mais tocada na estação desde 2009.

## Performance comercial
"Pure Shores" estreou no número um no UK Singles Chart, ficou lá por duas semanas consecutivas e permaneceu no gráfico por dezesseis semanas. Foi certificado paltina em 3 de março de 2000, vendendo mais de 600.000 cópias no Reino Unido. A música continua sendo o terceiro melhor single do grupo no Reino Unido. A canção vendeu 720.000 cópias no Reino Unido como declarado pela Official Charts Company. A canção tornou-se o segundo single mais vendido de 2000 e foi premiado com o Capital London prêmio de melhor música em 19 de abril de 2000. Na Irlanda, a canção estreou no número três e chegou ao número um uma semana mais tarde, tornando-se o primeiro número um do grupo na Irlanda.
A canção também foi bem sucedida na Europa continental. Ela estreou no número dezesseis na Suíça e chegou ao sexto lugar, ficando nas paradas por vinte e três semanas, tornando-se o single mais bem sucedido do grupo. Também atingiu o sexto lugar no French Singles Chart, ficando nas paradas por vinte semanas. A canção atingiu o pico no Ultratop 50 Belgium Singles Chart no número cinco (Flandres) e número um (Wallonia). Também alcançou os cinco primeiros na Finlândia e Noruega. No entanto, a canção não atingiu o top ten na [[Áustria, onde estreou no número trinta e nove e chegou ao número onze, permanecendo nas paradas por onze semanas. Foi  certificado ouro na Suécia e França, vendendo 10.000 cópias na Suécia e 150.000 cópias na França.

## Vídeoclipe e promoção
O videoclipe de "Pure Shores" foi dirigido por Vaughan Arnell e é ambientado em uma praia e apresenta as cenas do filme A Praia. O vídeo foi filmado na praia de Holkham, em Norfolk, Inglaterra, e apresentou as integrantes do All Saints andando pela praia à noite, usando vários efeitos de câmera, com alguns tiros diurnos na frente das cabanas da praia do Wells-next-the-Sea. As Cenas também foram filmadas em uma casa da selva com bambu e árvores. Em 8 de maio de 2000, o vídeo ganhou o Loaded Award como melhor single do ano. Outro vídeo é semelhante, mas tem clipes de outros vídeos da banda e não apresenta clipes do filme.

All Saints performou "Pure Shores" nos 2000 MTV Europe Music Awards e nos World Sports Awards em 2000. Também foi performado no Top of the Pops. Em 2002, DJ Osymyso sampleou a música em seu álbum Intro-Inspection (2002). A banda então executou uma versão ao vivo da música em Later com Jools Holland com apenas um piano e um conjunto de bateria.
| - CD1 single / cassette single 1. "Pure Shores" – 4:27 2. "If You Don't Know What I Know" – 4:36 3. "Pure Shores" (The Beach Life Mix) – 4:31 - CD2 single 1. "Pure Shores" – 4:27 2. "Pure Shores" (2 Da Beach U Don't Stop Remix) – 5:01 3. "Pure Shores" (Cosmos Remix) – 10:03 - CD maxi-single 1. "Pure Shores" – 4:27 2. "If You Don't Know What I Know" – 4:36 3. "Pure Shores" (The Beach Life Mix) – 4:31 4. "Pure Shores" (2 Da Beach U Don't Stop Remix) – 5:01 | - 7" single 1. "Pure Shores" – 4:27 2. "If You Don't Know What I Know" – 4:36 - 12" single (The Mixes) 1. "Pure Shores" (Cosmos Remix) – 10:03 2. "Pure Shores" (2 Da Beach Don't Stop Remix) – 5:01 3. "Pure Shores" – 4:27 4. "Pure Shores" (Instrumental) – 4:27 |

## Créditos e equipe
- William Orbit – escritor, produtor, arranjo vocal, teclados, guitarras
- Shaznay Lewis – escritora, vocal, arranjo vocal
- Mark "Spike" Stent – mixagem
- Jake Davies – engenheiro de mixagem
- Mark Endert – engenheiro
- Sean Spuehler – engenheiro, programação Pro Tools
- Andrew Nichols – engenheiro assistente
- Ben Georgiades – engenheiro assistente
- John Nelson – engenheiro assistente
- Melanie Blatt – vocais
- Nicole Appleton – vocais
- Natalie Appleton – vocais
- Steve Sidelnyk – bateria

Créditos adaptados das notas de Saints & Sinners.

## Desempenho nas tabelas musicais
| Chart (2000)                                   | - Melhor - posição |
| ---------------------------------------------- | ------------------ |
| O campo songid é OBRIGATÓRIO PARA PARADA ALEMÃ | 14                 |
| Austrália (ARIA)                               | 4                  |
| Áustria (Ö3 Austria Top 75)                    | 11                 |
| Bélgica (Ultratop 50 de Flandres)              | 5                  |
| Bélgica (Ultratop 50 da Valônia)               | 1                  |
| Canadá (RPM)                                   | 35                 |
| Escócia (Scottish Singles Chart)               | 1                  |
| Espanha (PROMUSICAE)                           | 12                 |
| Europa (Billboard European Hot 100 Singles)    | 3                  |
| Finlândia (Suomen virallinen lista)            | 5                  |
| França (SNEP)                                  | 6                  |
| Irlanda (IRMA)                                 | 1                  |
| Itália (FIMI)                                  | 1                  |
| Nova Zelândia (Recorded Music NZ)              | 2                  |
| Noruega (VG-lista)                             | 5                  |
| Países Baixos (Dutch Top 40)                   | 9                  |
| Reino Unido (UK Singles Chart)                 | 1                  |
| Suécia (Sverigetopplistan)                     | 10                 |
| Suíça (Schweizer Hitparade)                    | 6                  |

| Chart (2000)                          | Posição |
| ------------------------------------- | ------- |
| Austrália (ARIA)                      | 43      |
| Bélgica (Ultratop 50 Flanders)        | 31      |
| Bélgica (Ultratop 50 Wallonia)        | 47      |
| Europa (Billboard)                    | 22      |
| França (SNEP)                         | 43      |
| Itália (FIMI)                         | 33      |
| Nova Zelândia (Recorded Music NZ)     | 18      |
| Países Baixos (Dutch Top 40)          | 83      |
| Reino Unido (Official Charts Company) | 2       |
| Suécia (Sverigetopplistan)            | 62      |
| Suíça (Schweizer Hitparade)           | 34      |

| Chart (2000–09)                       | Posição |
| ------------------------------------- | ------- |
| Reino Unido (Official Charts Company) | 27      |

## Vendas e certificações
| Região                                                                                             | Certificação | Vendas   |
| -------------------------------------------------------------------------------------------------- | ------------ | -------- |
| Austrália (ARIA)                                                                                   | Platina      | 70,000^  |
| Bélgica (BEA)                                                                                      | Ouro         | 70,000*  |
| França (SNEP)                                                                                      | Ouro         | 250,000* |
| Nova Zelândia (RMNZ)                                                                               | Ouro         | 15,000*  |
| Reino Unido (BPI)                                                                                  | Platina      | 824,000  |
| Suíça (IFPI Suíça)                                                                                 | Ouro         | 15,000^  |
| *números de vendas baseados somente na certificação ^distribuições baseadas apenas na certificação |              |          |

## Histórico de lançamento
| País        | Data                    | Formato | Gravadora | Ref.   |
| ----------- | ----------------------- | ------- | --------- | ------ |
| Reino Unido | 7 de fevereiro de 2000  | CD      | London    | [ 17 ] |
| Alemanha    | 14 de fevereiro de 2000 | CD      | London    | [ 20 ] |
| França      | 15 de fevereiro de 2000 | CD      | London    | [ 61 ] |
| EUA         | 18 de fevereiro de 2000 | CD      | London    | [ 19 ] |